# نيستور مونتويا
نيستور مونتويا (بالإنجليزية: Néstor Montoya)‏ هو سياسي أمريكي، ولد في 14 أبريل 1862 في ألباكركي في الولايات المتحدة، وتوفي في 13 يناير 1923 في واشنطن العاصمة في الولايات المتحدة. حزبياً، نشط في الحزب الجمهوري. وقد انتخب عضو مجلس النواب الأمريكي.